# Desmacella corrugata
Desmacella corrugata är en svampdjursart som först beskrevs av James Scott Bowerbank 1866.  Desmacella corrugata ingår i släktet Desmacella och familjen Desmacellidae. Inga underarter finns listade i Catalogue of Life.